# Lucía Sánchez Saornil
Lucía Sánchez Saornil (Madrid, 13 de diciembre de 1895-Valencia, 2 de junio de 1970) fue una poeta ultraísta, militante anarquista y luchadora por la emancipación de las mujeres española. Utilizó el seudónimo literario Luciano de San-Saor, y los periodísticos La Compañera X, Vigía, Un Confederado, El Observador y puede que otros en la prensa anarcosindicalista de los años treinta. Telefonista en 1916, se afilió a la Confederación Nacional del Trabajo (CNT) en 1931. En abril de 1936 cofundó la revista y la organización Mujeres Libres, de la que fue secretaria nacional. En 1937 participó en la creación de Solidaridad Internacional Antifascista (SIA), de la que fue secretaria general. En ese año conoció a América Barroso Mery, con la que vivió el resto de su vida. Se ha convertido en figura simbólica y en torno de ella circulan abundantes ficciones.

## Biografía

### Primeros pasos
Nació el 13 de diciembre de 1895 en Madrid en el seno de una familia obrera. Hija de Gabriela Saornil Serrano y Eugenio Sánchez Rodríguez, procedentes de Pozal de Gallinas (Valladolid). Vivieron en la calle Labrador del barrio de Peñuelas, de la que se mudaron a finales de 1897 a la calle Hortaleza y, después, a Pedro Unanue, Calvo Asensio y Paseo de Santa María de la Cabeza, en la que habitaron desde la década de 1910 hasta su marcha de Madrid en 1937. Su hermano mayor, José, murió en 1900 y su hermana menor, Eleuteria, en 1901, al año de nacer; vivió con su hermana Concha (1897-1970), aquejada de una enfermedad intestinal que requería cuidados. Su madre falleció en 1908; a ella la evocó en el poema Calle de la infancia y le realizó un retrato en la madurez. Su padre trabajó de jornalero (según los padrones municipales) y, entre los años 1915 y 1922, en la Compañía Madrileña de Teléfonos, sin que pueda especificarse en qué consiste la noticia de que trabajó en la centralita de la casa del duque de Alba; en años posteriores estuvo afiliado a la Sociedad de Albañiles El Progreso de Unión General del Trabajo (UGT).
No se conoce dónde realizó los estudios elementales. Hay quienes afirman, al basarse en el relato El breviario de tía Isabel (1914), que tenían una biblioteca heredada de una tía paterna. Las noticias fehacientes de su formación pertenecen a la época en que fue alumna del Centro Hijos de Madrid (o Casa de los Gatos), ya en 1913, en el que pudo cursar diversas disciplinas, entre ellas las artísticas, y consultar la prensa y la biblioteca aunque sin obtener títulos académicos. No hay constancia de que estudiara en la Real Academia de Bellas Artes de San Fernando, aunque pudiera asistir de por libre a alguna clase de la Escuela de pintura de San Fernando, adjunta a la academia, sin que pueda precisarse si ello lo hizo cuando ya trabajaba.
En enero de 1914 publicó su primer poema, Nieve, en el semanario Avante de Ciudad Rodrigo, en el que se prodigó hasta mediados de 1915. Los poemas de Sánchez Saornil son arrebatos sentimentales inmersos en el Modernismo. A finales de 1916 inició su colaboración en la revista Los Quijotes, de Madrid con el seudónimo Luciano de San-Saor. En Los Quijotes, iniciativa del propietario de una imprenta, Emilio G. Linera, su poesía se volvió sensual. Aquí figuran algunos de los poetas con los que coincidió en los años siguientes, tales como César A. Comet o Guillermo de Torre, además de Rafael Cansinos-Assens, figura principal del grupo de jóvenes. Entretanto, Saornil publicó fuera de Madrid en 1916-1918, principalmente en Cádiz-San Fernando, así como en la colección Los Noveles o en El Progreso de Lugo. En enero de 1919 se adhirió al ultraísmo, primero de los movimientos vanguardistas literarios en España, activo hasta 1923, con el que colaboró en sus publicaciones más señeras: Grecia, Cervantes, Ultra, Tableros y Vértices, con frecuencia con el seudónimo citado; finalizó con unos poemas en Plural (1925) y extendió su colaboración a Manantial (1929) y La Gaceta Literaria (1930-1931).
Es motivo de controversia el uso del seudónimo, del que se ofrecen tres explicaciones: la una, que son meras creaciones estéticas; la segunda, que así podía reflejar sin temor su deseo lésbico; la tercera, porque tratándose de un escritor y no una escritora, y al juzgar por la época y región, su obra tal vez tuviese más posibilidades de ser respetada y, en el mejor de los casos, publicada.

### Trabajadora y militancia anarcosindicalista
Según extracto de su expediente laboral, en 1916 entró a trabajar de operadora en la Compañía Madrileña de Teléfonos, convertida en CNTE, Telefónica, en 1924; en marzo de 1927 fue nombrada operadora de primera en el Centro Interurbano de Madrid-Alcalá y, en septiembre, trasladada a Valencia por necesidades del servicio; causó baja en la Compañía el 29 de enero de 1931; readmitida en octubre de 1936, no consta la fecha de la baja definitiva, aunque es posible que fuera depurada en mayo de 1939. Su traslado a Valencia pudo ser motivado por implicarse en un conflicto laboral. Lo que sí es seguro es que estaba activa en la huelga general del sector de julio de 1931 (aunque causó baja), en la que intervino en las asambleas y fue encarcelada por unos días. Por entonces era miembro del Partido Radical Socialista Revolucionario, de Balbontín, al que abandonó en 1932.

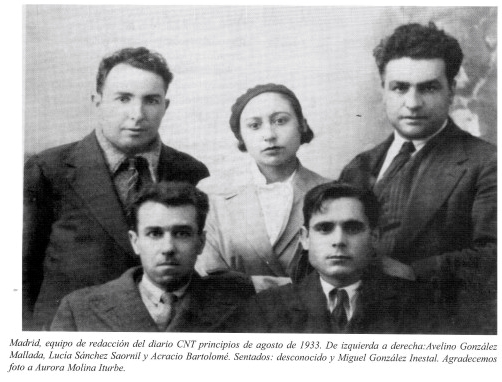
Redacción del periódico CNT en 1933. Saornil entre Mallada, Bartolomé, desconocido e Inestal

En el inicio de la Segunda República se afilió, con el número 26, al Sindicato Nacional de Teléfonos, afecto a la CNT, con lo que se integró al seno del movimiento anarcosindicalista. Dadas su preparación y aptitudes, pronto se convirtió en una figura destacada en el mundo libertario: en 1932-1933 participó en mítines en Cuenca, Manzanares (Ciudad Real), León, Burgos, La Horra (Burgos), Talavera de la Reina (Toledo), Madrid, etc.; en 1933-1934 pasó a formar parte del equipo editor del diario confederal CNT, en el que desempeñó el cargo de jefa de redacción, y en el que colaboraba con frecuencia, bien con su nombre bien con los seudónimos Vigía, El Observador, Un Confederado o sin firma; desde 1931 hasta 1936 colaboró en diversos periódicos y revistas del movimiento, así en El Libertario de Madrid, Tierra y Libertad y Solidaridad Obrera de Barcelona, Avance Marino de San Sebastián, etc., lo que continuó entre 1936-1939, especialmente en Umbral de Valencia, a veces como La Compañera X. En paralelo a la militancia sindicalista, Saornil se integró en Madrid en la Federación Anarquista Ibérica, en el grupo Los Intransigentes, y en 1938 en el Grupo Trabajo de Barcelona, con sus cercanos Miguel González Inestal y Trinidad Urién.

### Anarcofeminismo. Mujeres Libres
L. S. Saornil se mostró sensible a la situación de decaimiento y penuria de las mujeres ya en su primer artículo de 1913, lo cual continuó en otro de 1924. Por entonces creía que las aristócratas y las intelectuales burguesas tenían que ser las abanderadas de asociaciones femeninas que terminaran con esa precariedad. No figura en los listados del Lyceum Club Femenino (creado en 1926) ya que su extracción social y la falta de estudios superiores no le facilitarían la entrada. Al llegar al anarquismo, en 1932, su posición cambió; sostenía que el feminismo burgués, que concedía a la mujer los derechos y empleos del hombre, era un remedo para salvar a la sociedad capitalista. Ella se consideraba revolucionaria y no deseaba heredar el mundo masculino, sino que pretendía que las mujeres pudieran culturizarse y planificar la sociedad que anhelaran, desde los supuestos de crear un mundo nuevo, solidario y justo, concebido desde el humanismo integral, en unión con los compañeros.
En 1932 encabezó manifiestos dirigidos a las mujeres del pueblo, llamadas a redimir la humanidad. Con estos presupuestos se unió a Mercedes Comaposada Guillén y Amparo Poch y Gascón e idearon una fórmula para culturizar a las obreras: editar una revista y, después, crear asociaciones femeninas. No fue fácil, pues dentro del anarcosindicalismo no tenía acogida esta propuesta, centrado en luchas generales, pues se creía que cuando llegara el comunismo libertario se solucionarían las desigualdades, además de que denunciaban la situación de los hogares del movimiento en los que la mujer estaba al servicio del compañero, que era quien acudía al sindicato. En mayo de 1936 editaron el primer número de la revista Mujeres Libres (con sede en Paseo de Santa María de la Cabeza, 26, domicilio de Saornil), con gran acogida, parada después del número 3 al inicio de la guerra, cuya publicación retomaron con aire combativo y llegaron al número 13, más el último, que quedó sin publicar al terminar la guerra.
En el verano de 1936, amparadas en la guerra, crearon la Agrupación Mujeres Libres en Madrid, que se unió con el Grupo Cultural Femenino de Barcelona; de ahí se expandió por zona republicana y nació un año después en Valencia la Federación Nacional de Mujeres Libres, de cuyo Comité Nacional fue secretaria Lucía Sánchez Saornil, en cuyo nombre intervino en numerosas ocasiones. Las agrupaciones se encuadraban en el ámbito de CNT y de FAI. Llegaron a alcanzar 147 agrupaciones y 20 000 afiliadas en 1938.

### Guerra civil y exilio

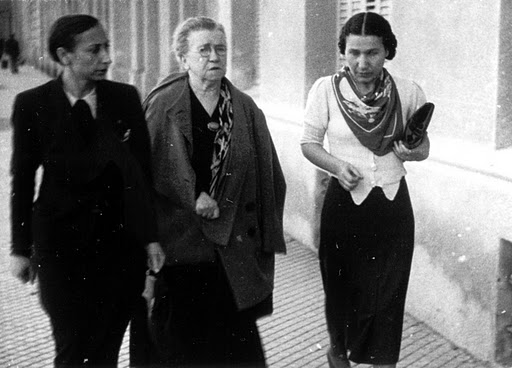
Lucía Sánchez Saornil, Emma Goldman y Christine Kon-Rabe (de izda. a dcha.), 20 de octubre de 1938.

Cuando estalló la Guerra Civil se implicó activamente en la lucha antifascista, pues para ella se trataba de una revolución que atañía a la humanidad entera. Justificaba la violencia (no indiscriminada) del momento, ya que era el único camino para derribar los privilegios. El 19 de julio de 1936 salió a la calle y participó en el asalto al Cuartel de la Montaña. Actuó como cronista de guerra en los frentes de Guadalajara para el diario CNT en los primeros días; después escribió en Juventud Libre y Frente Libertario. Colaboró en la estructuración de las primeras colectividades campesinas, En la batalla de Madrid en noviembre compuso el poema Madrid, Madrid, mi Madrid, leído por ella misma en Radio Madrid en una noche de bombardeos ininterrumpidos editado al poco en octavillas. Desde la Agrupación Mujeres Libres, fue Sánchez Saornil quien propuso la formación de brigadas de trabajo de mujeres que, en caso necesario, pudieran reemplazar a los compañeros combatientes y organizó un servicio de enlace que intercambiara correspondencia y paquetes entre los luchadores y sus familiares.
En la primavera de 1937 fue enviada por CNT a Valencia con el fin de crear Solidaridad Internacional Antifascista (SIA), lo que hicieron en junio, de la que se ocupó de la Secretaría de Propaganda y Prensa de la sección española, y con el fin de fundar el semanario gráfico Umbral, del que fue redactora jefe; las colaboraciones de Sánchez Saornil fueron reportajes, a los que acompañaban documentos gráficos, que informaban de los cambios que se operaban en la vida social y económica de las diferentes regiones bajo el signo de la revolución. A partir del 20 de agosto de 1937 empezó la Conferencia Nacional de Mujeres Libres, en la que se constituyó la Federación Nacional, en cuyo mitin de clausura intervino. 
En Umbral conoció a América Barroso García (1908-1977) Mery, que fue su compañera sentimental hasta la muerte. A finales de año viajaron a Barcelona; allí Lucía fue dejando de colaborar en Umbral y se implicó en la marcha de Mujeres Libres y, en especial, en SIA, de la que en mayo de 1938 se hizo cargo de la secretaría general internacional, lo que le supuso una carga considerable de trabajo y una prueba más de su capacidad organizativa, ya que tenía que atender a colonias infantiles, hospitales, comedores del miliciano, etc. con el material que llegaba desde Francia y, en alguna ocasión, ella misma viajó al país vecino. Además, la organización le solicitó que pasara a las colectividades agrarias de Castellar. 
Pasó al exilio de Francia a finales de enero de 1939, junto a América Barroso, Mateo Baruta y Cristina Kong. Desde Perpiñán organizaron la distribución de ancianos, mujeres y niños hasta que la Administración francesa les obligó a asentarse cerca de París, donde continuaron la ayuda a la gente refugiada. Perseguidas de nuevo, Lucía y Mery fueron a Orleans donde la primera dirigió el semanario España Expatriada, que conectaba la ayuda exterior (principalmente de EE. UU. y de Suecia) con los campos de concentración y albergues. Declarada la Segunda Guerra Mundial, el Gobierno francés ilegalizó las organizaciones y periódicos anarquistas. Ante la invasión de Francia, en junio de 1940 se trasladaron a Montauban, en donde al igual que en anteriores residencias, Lucía y Mery se inscribían como primas. Allí, Mery trabajó en la organización cuáquera y Lucía retocaba fotografías en su domicilio. Los archivos departamentales muestran que la policía francesa les seguía los pasos y que Sánchez Saornil era considerada una anarquista peligrosa.
En Montauban la situación se les complicó; a finales de 1941, Lucía recibió el aviso de ingresar en un albergue de Cazals por estar desempleada que consiguió evitar; Mery recibía en casa unas cartas a un nombre supuesto, lo que la policía interpretó como atentado a la seguridad del Estado, por lo que estuvieron unos días arrestadas al inicio de 1942.  Hacia marzo de 1942 decidieron trasladarse a Perpiñán y regresar a España. A ello se unía que el padre y la hermana de Lucía, él anciano y ella dependiente, que habían estado en el exilio, habían vuelto a España. Además, L. S. Saornil estaba dolida por el modo en que Francia trataba a los antifascistas españoles y, no menos importante, por cómo funcionaban los organismos republicanos —SERE, Gobierno, etc.— que disponían del dinero sacado de España, que se dedicaban a cuestiones de ambición interna en vez de planificar una ayuda eficiente a la población.[cita requerida]

### Vuelta a España. Madrid. Valencia
Volvieron a España con la ayuda de Electra, hermana de América (ciudadana argentina), que al vivir en la zona fronteriza de La Junquera les facilitó el paso marchando a Madrid. En julio de 1942 formalizó un contrato a su nombre en calle de Donoso Cortés, a donde vinieron su padre y hermana, y, en el padrón de 1945, figura como cabeza de familia, acompañada de su prima Mery, ambas de oficio comisionistas; a lo que sumaba la confección de redecillas para el pelo. No parece que Lucía se implicara de lleno en actividades subversivas o de ayuda a personas encarceladas, aunque queda el testimonio de las hermanas Carmen y Visitación Lobo que afirman que intentaron reorganizar Mujeres Libres, de lo que se conoce un manifiesto de 1946; además se dice que la vieron en una reunión confederal. Sin duda, el recrudecimiento de la represión sobre el movimiento libertario que se produjo en el otoño de 1947 influyó en que se decidieran a abandonar Madrid, además de que en Valencia disponían del apoyo familiar de Mery, por lo que en enero de 1948 se trasladaron a Valencia. 

A poco de llegar a Valencia se instalaron en un piso del barrio de Ruzafa que les proporcionó Elena Samada, sobrina de Mery, trabajadora en su momento de SIA, a cuyos hijos se puso a dar clases Lucía. Por un tiempo abrieron una empresa, Gabriren (de Gabriela e Irene, sus madres), para su actividad comisionista, en la que representaban géneros de punto. 

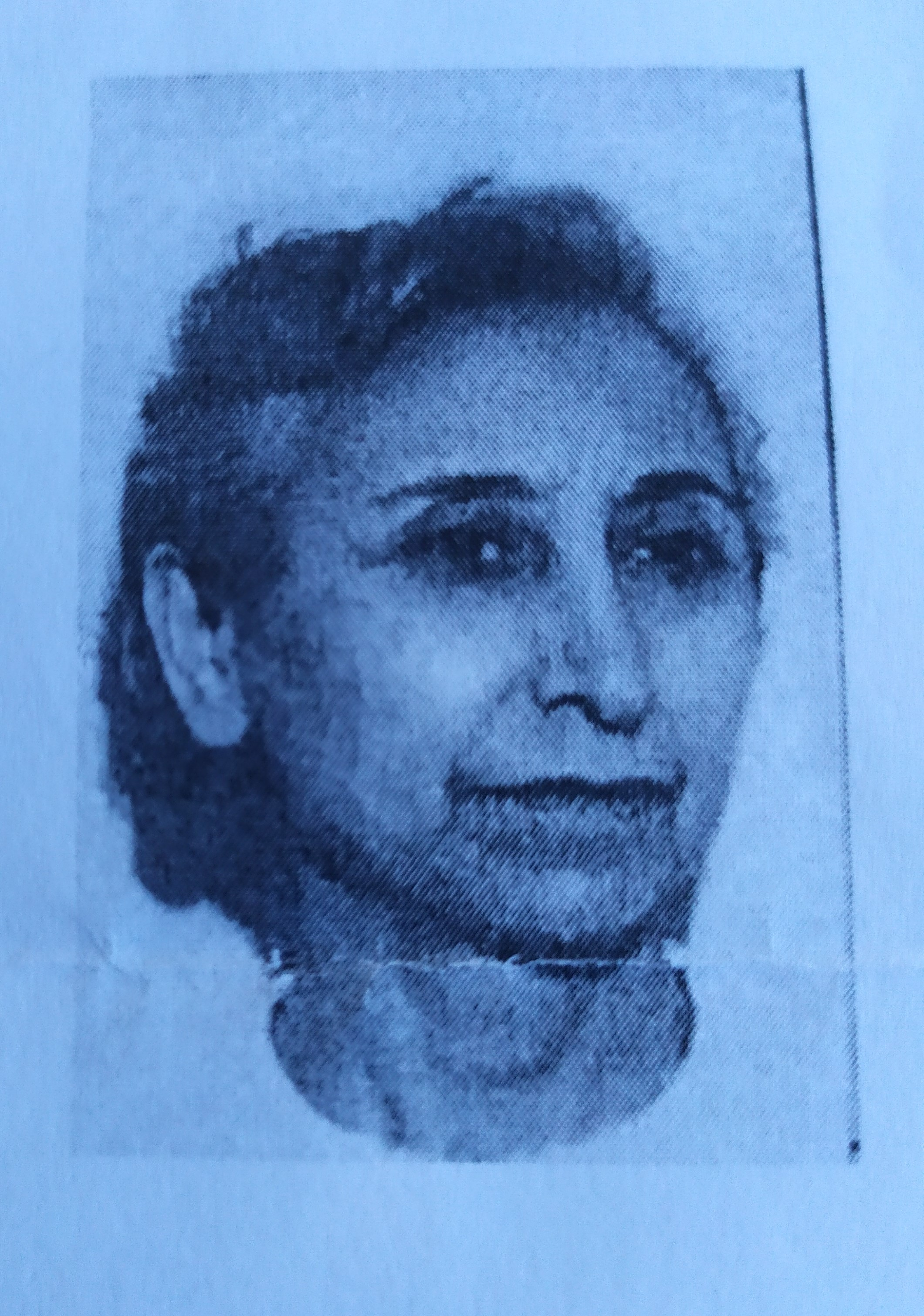
Foto para carné de identidad de Lucía Sánchez Saornil, 10-VII-1953

En junio de 1953 Lucía recibió su primer DNI, con oficio de pintora de abanicos, el mismo con el se le expidió el carné sindical en 1954. Retomó las relaciones que trabó en los años veinte, Juan Lacomba, Genaro Lahuerta y, en especial, el pintor Pedro de Valencia, el cual parece que le proporcionó encargos de reproducción de cuadros, que Lucía pintaba. En su casa se realizaban tertulias en las que se leían sus poemas. Uno de ellos, Quiero en mi ley cumplirme, fue publicado en la revista Estrofa, de la juventud falangista de Burgos, en 1955. Los últimos los recogió R. M. Casamitjana en Poesía (1996). Otros, según recogió M. Cimbalo (2020), los encuadró en el título Siempre puede volver la esperanza.
Murió el 2 de junio de 1970 de un cáncer de pecho, cuatro meses después de que falleciera su hermana Concha. Mery murió de un infarto en 1977. Sobre su tumba, esta hizo grabar el verso Pero... es verdad que la esperanza ha muerto?

## Pensamiento

### Postura ante el lesbianismo
Saornil no se pronunció ante ello. Sostenía que el modo de vivir la sexualidad era un asunto privado y no se tenía que dar cuentas de ello a persona o entidad alguna. Las interpretaciones que le sitúan como precursora del lesbianismo en España provienen de que utilizara (a veces) un seudónimo masculino en su poesía y de que, desde que se conocieran, viviera con América Barroso, lo cual se tomó por su familia como una amistad estrecha. Por ejemplo, para la editora primera de su poesía, Rosa Martín Casamitjana, sus poemas amorosos están atribuidos generalmente a un yo lírico masculino y dirigidos a un destinatario femenino porque o bien son una mera creación estética o bien son el reflejo de sus inclinaciones lésbicas.

### Postura ante la situación de la mujer
Desde el primer texto que conocemos de L. S. Saornil, de 1913, esta mostró interés en la suerte de las mujeres. Algo que dejó claro en sus argumentos de 1932, y que, con respecto al mundo anarquista, se recogen en la serie de artículos publicados en Solidaridad Obrera en otoño de 1935 bajo el título de La cuestión femenina en nuestros medios y en diversos artículos en la prensa anarcosindicalista y en la revista Mujeres Libres. Para ella, la mujer española era inculta y poco preocupada por los temas sociales pero esto era debido a su papel de sometimiento a lo largo de la historia. El único horizonte de la mujer en la sociedad se había limitado al prostíbulo o al matrimonio, como ya había afirmado Proudhon. Recogiendo una idea, que ya había expresado Teresa Claramunt, la explotación de la mujer fue reforzada todavía más por el sentimiento de superioridad del hombre. Así, la mujer sufría una doble explotación, como ser humano ante el capitalismo y como mujer ante el hombre. Aunque reconocía que esta última situación había mejorado algo, sobre todo entre las intelectuales. Criticó, sin nombrarlo, a Gregorio Marañón que sostenía la diferencia física entre hombres y mujeres. De hecho, este endocrino visitó a Ana Martínez Sagi ya que los padres de esta estaban preocupados por las rarezas deportivas e intelectuales de su hija. Para Sánchez Saornil, las diferencias son por el medio ambiente en que se desarrollan hombres y mujeres. Tanto en el yo poético como en el yo político estuvo siempre presente su espíritu crítico. Este no le llevó a idealizar ningún credo y con él desplegó una visión feminista total. Realizó una lectura feminista del psicoanálisis y de las teorías de diferenciación sexual y propuso como solución a la pasividad femenina, la concienciación de la existencia de mecanismos represivos y el conocimiento de su poder limitado en la configuración del yo. Así decía que el mundo masculino había venido oscilando frente a la mujer entre dos conceptos extremos de la prostituta a la madre sin detenerse en lo estrictamente humano, es decir, la mujer como ser racional pensante y autónomo.

### Postura ante la familia
Para el anarquismo la alternativa a la familia y al matrimonio convencional era el amor libre, que permitía entender las relaciones sentimentales entre personas con los mismos derechos; se basaba en la ley natural de la atracción mutua y significaba un mentís al capitalismo de Estado y a sus leyes, amparadas por la Iglesia. Sin embargo, en la práctica revolucionaria de 1936-1939, no siempre fue así y, de hecho, se realizaron ceremonias civiles en los Ateneos y sindicatos anarquistas. Por ello, en la revista Mujeres Libres escribió un artículo denunciando este retroceso: «Proyecto para la creación de una fábrica de bodas en serie (Churros auténticos)». Llegó a equiparar el matrimonio con la prostitución cuando las mujeres carecían de un salario propio y de un cierto grado de equiparación moral.

### Postura ante la maternidad
La corriente mayoritaria entendía que la procreación de los hijos era la culminación de la vida de la mujer, si bien muchas de ellas, entre quienes estaba Federica Montseny, afirmaban que no estaban dispuestas a renunciar a la lucha social por centrarse en la familia. Sánchez Saornil defendía que la maternidad era una más entre las posibilidades de la mujer para realizarse. Sostenía, además, que «el concepto de madre [está] absorbiendo el de mujer, la función, anulando al individuo. Para un anarquista, antes que el trabajador, está el hombre, antes que la madre debe estar la mujer.»

## Trayectoria poética

### Poesía
La obra poética de Sánchez Saornil se inició en 1914 y terminó en 1970, poco antes de su muerte. Comenzó con el modernismo, desde el que se adscribió al ultraísmo que abandonó para entregarse a una literatura de compromiso político y a los romances bélicos en la guerra civil. Continuó componiendo a la vuelta del exilio, ya con poemas centrados en el «yo», no en el «nosotros» -«Yo siempre he dicho nosotros»-. que al final de su vida quedó impregnada del dolor ante la proximidad de la muerte. El único libro de poesía que publicó en vida fue Romancero de Mujeres Libres en 1938. Su poesía completa dispone de edición crítica en la obra Lucía Sánchez Saornil. Siempre puede volver la esperanza, con edición, introducción y notas de Jesús Gallego Montero, en 2022.

#### Modernismo y Ultraísmo
En enero de 1914 apareció en la revista Avance su primer poema "Nieve", encuadrado en el modernismo tardío; un tipo de composición que publicó en diversos periódicos, en especial del sur de España, en el que abundan las cuartetas rimadas de madrigales, con algunos sonetos (alejandrinos).
En diciembre de 1916 inició su colaboración en la revista Los Quijotes, lo que alternó hasta 1919 en Cádiz-San Fernando. Aunque los motivos son recurrentes del estilo modernista: jardines, atardeceres, otoños..., han perdido su simbolismo de paisaje interior, son meros recursos espaciales. Su métrica respeta el metro y la rima: rima consonante, cuartetas, redondillas, sonetos... También plasma en sus poemas otras artes, la pintura, la escultura y quiere captar el mundo sensorial: aromas, sonidos... Y utilizó el lenguaje erótico, lo que produjo sorpresa al conocerse su identidad ya que aludía abiertamente al deseo carnal.
Su poesía dio un cambio al empezar a publicar sus poemas en revistas más vanguardistas: Grecia, Cervantes y Ultra. En 1919 fue el año del primer manifiesto ultraísta. Así, su poema en prosa El madrigal de tus sortijas ya refleja la transición en su forma de ver la poesía. Aunque el tono sea modernista, sin embargo ya incluye elementos de la vida moderna: «las grandes ampollas eléctricas». Su primer poema claramente vanguardista es Cuatro Vientos, publicado en Cervantes en junio de 1919, dentro de una selección hecha por Cansinos-Assens con el título de Los poetas del Ultra. El poema hace referencia al aeródromo de Madrid y un accidente ocurrido. Es una clara exaltación del mundo moderno. Usó la tipografía también como las primeras vanguardias. La vinculación de Sánchez Saornil al Ultraísmo se debió sin duda a la coincidencia porque algunos de los 10 firmantes del Manifiesto eran colaboradores habituales de Los Quijotes, ya que ella no frecuentaba tertulias ni actos públicos. El primer poema que firmó con su nombre fue Hora, en el que suprimió los signos de puntuación. Los poemas más vanguardistas son los publicados en Ultra a lo largo de 1921, en los que emplea imágenes inconexas, frases inconclusas y motivos de la vida urbana.
La poesía amorosa de esta época está marcada por la ambigüedad. No solo por el uso de un seudónimo, sino por la utilización de metáforas como la ceniza, la noche, el silencio, la oscuridad, el espejo, el agua, los sueños..., que responden a un código común compartido con otras poetas lesbianas como Carmen Conde y Ana María Martínez Sagi.
Según la teoría queer, en los poemas modernistas y vanguardistas, Sánchez Saornil denuncia con el uso del seudónimo la necesidad de encajar en los roles genéricos asignados por la sociedad patriarcal como único modo de obtener legitimidad en cuanto escritora. Además con el uso alternativo de su nombre y de su seudónimo, que no era necesario porque era conocida la autoría femenina de los poemas de tan fuerte contenido erótico en el círculo de los ultraístas, consigue presentar identidades alternativas que suponen una reconsideración y cuestionamiento de las categorías femenina y masculina.

#### Compromiso político
Abandonó el movimiento ultraísta porque el afán de renovación literaria que este había propugnado no estaba revolucionando el mundo de las letras; por ello se dedicó al periodismo y a la literatura de compromiso político. Así fue una gran divulgadora del ideario anarquista, que quería regenerar el país desmontando las estructuras de poder existentes a través de la subversión de las formas culturales dominantes y creando una sociedad nueva igualitaria, cuyos miembros se verían libres de fuerzas externas alienantes como el capitalismo y la religión. En el órgano libertario CNT de Madrid, en el que trabajó como secretaria de redacción desde mediados de 1933, publicó el ensayo Literatura nada más, en el que dio cuenta de su personal paso de la estética vanguardista a una literatura políticamente comprometida y atacó a las vanguardias afirmando de ellas que solo eran «burguesas iconoclastas». Su paso de la pureza estética al compromiso político es reflejo de la creciente politización de la vida española.
Durante la batalla de Madrid en 1936 escribió el poema Madrid, Madrid, mi Madrid, que fue portada del número 6 de Mujeres Libres. La composición la incluyó en su Romancero de Mujeres Libres. Esta obra está compuesta de poemas escritos desde la militancia, en los que intenta exacerbar los sentimientos revolucionarios. Claro ejemplo es el Himno de Mujeres Libres. Ahora el contenido es más importante que la forma. Su objetivo es poner de relieve la lucha femenina y la presencia de la mujer en la sociedad. Así hizo en el Romance de La Libertaria o el Romance de la vida, pasión y muerte de la lavandera de Guadalmedina, dedicados a dos de las heroínas de la revolución, María Silva Cruz y Encarnación Giménez. En el Romance de la Libertaria glosó la vida de María Silva Cruz, la nieta de Seisdedos que escapó de la muerte tras la matanza de Casas Viejas, pero fue fusilada dos años después.
Parte de su prosa de compromiso fue recogida en el folleto Horas de revolución, editado también por Mujeres Libres; los 33 artículos que lo componen no llevan referencia alguna, aunque han sido identificados: varios de ellos se fueron publicados con los seudónimos Vigía, Un Confederado, El Observador, y algunos sin firma.

#### Poemas del exilio interior
No dejó de escribir poesía, aunque apenas publicó, lo que ha contribuido a su olvido. En 1953, la antología Safo en Castilla reproducía su soneto Margarita. En octubre de 1955 publicó el poema Quiero en mi ley cumplirme en el número 22 de Estrofa, revista burgalesa de la juventud falangista (seguramente a través de su amigo Lacomba). Según la familia, decidió enviar sus poemas a Sudamérica, pero no recibió respuesta y ella no hizo copia de ellos, pero bien pudieran ser los conservados en la carpeta Siempre puede volver la esperanza, mostrada por Cimbalo. A ello se unen los 23 poemas publicados por Casamitjana en 1996. Son en su mayoría sonetos que tienen como preocupación fundamental la proximidad de la muerte, el balance de su vida y el deseo de trascendencia, en los que los temas centrales son su no aceptación de la muerte y las ganas de vivir centrados en el autoexamen de su vida, la añoranza de la juventud y la invocación a un Dios en cuya existencia quiere creer aunque la duda persista. El yo poético desea convencerse de la existencia de un más allá justo y renovador pero sospecha que esa idea es después de todo una mentira y solamente le queda pedir serenidad para aceptar la muerte.

## Reconocimientos
- En 2019 en San Blas-Canillejas se inauguró un Espacio de Igualdad con su nombre.[23]
- En septiembre de 2023 Correos de España emitió un sello en reconocimiento a su lucha por la igualdad.[24]
- Homenaje en su tumba en el cementerio de Valencia a primeros de junio.[11]